# ريناتو دي جيسوس
ريناتو دي جيسوس هو سياسي برازيلي، ولد في 27 فبراير 1953 في ريو دي جانيرو في البرازيل، وتوفي بنفس المكان في 15 يونيو 2020 بسبب مرض فيروس كورونا 2019.